# ルネ・ドシエ
ルネ・フランソワ・フレデリク・ドシエ（Rene Francois Frederic Dossier、1878年12月24日 - 1949年3月10日）は、フランスの神父、パリ外国宣教会に所属していた。来日し、函館、若松、室蘭、札幌、盛岡、東京、鎌倉で司祭を務めた。

## 生涯
1878年（明治11年）12月24日フランスノルマンディのマンシュ海岸の小漁村ポルトバイュで誕生。10歳の頃伯母のいたカーン市のラ・サール会経営の小学校に入学し、寄宿生となる。満18歳でパリ外国宣教会の神学校に入学。4年後の1901年（明治34年）9月21日司祭叙階。すぐに函館教区に赴任。ベルリオーズ司教から日本語の初歩を学び、次に若松教会で日本語を研究。1904年（明治37年）室蘭教会に赴任。1906年（明治39年）札幌に転任。1909年（明治42年）盛岡教会の主任司祭就任。1914年（大正3年）第一次世界大戦勃発。フランス軍に召集されて帰国し、バルカン諸邦司令官サライ将軍の軍隊の看護兵としてバルカン戦線に従軍。1919年（大正8年）大戦が終結すると盛岡へ戻る。1929年（昭和4年）盛岡がカナダのドミニコ会の管轄となる。1930年（昭和5年）眼の治療のために帰国。約2年間療養するも全治しなかった。1932年（昭和7年）再来日し、6年間小神学校の校長を勤める。1939年（昭和14年）6月鎌倉の大町教会に主任司祭として転任。その後しばらく東京大神学校の校長をつとめ、1年足らずでまた鎌倉に戻り、8年間信者や求道者の世話をする。1945年（昭和20年）フランス人宣教師軟禁のため箱根強羅に強制移送される。同年8月15日終戦後間もなく大町教会に帰る。1946年（昭和21年）1月17・18日にNHKラジオから講演「苦しみに打ち克つ道」を放送する。1948年（昭和23年）復活祭後4月15日鎌倉大町教会を去り、余生は神奈川県茅ケ崎市のクリスト・ロア宣教修道女会（聖血礼拝堂修道院）付き司祭として送り、同年11月、健康が衰えて一般病院に入院。1949年（昭和24年）3月10日東京新宿の聖母病院にて死去。府中カトリック墓地に埋葬。